# Cigonya

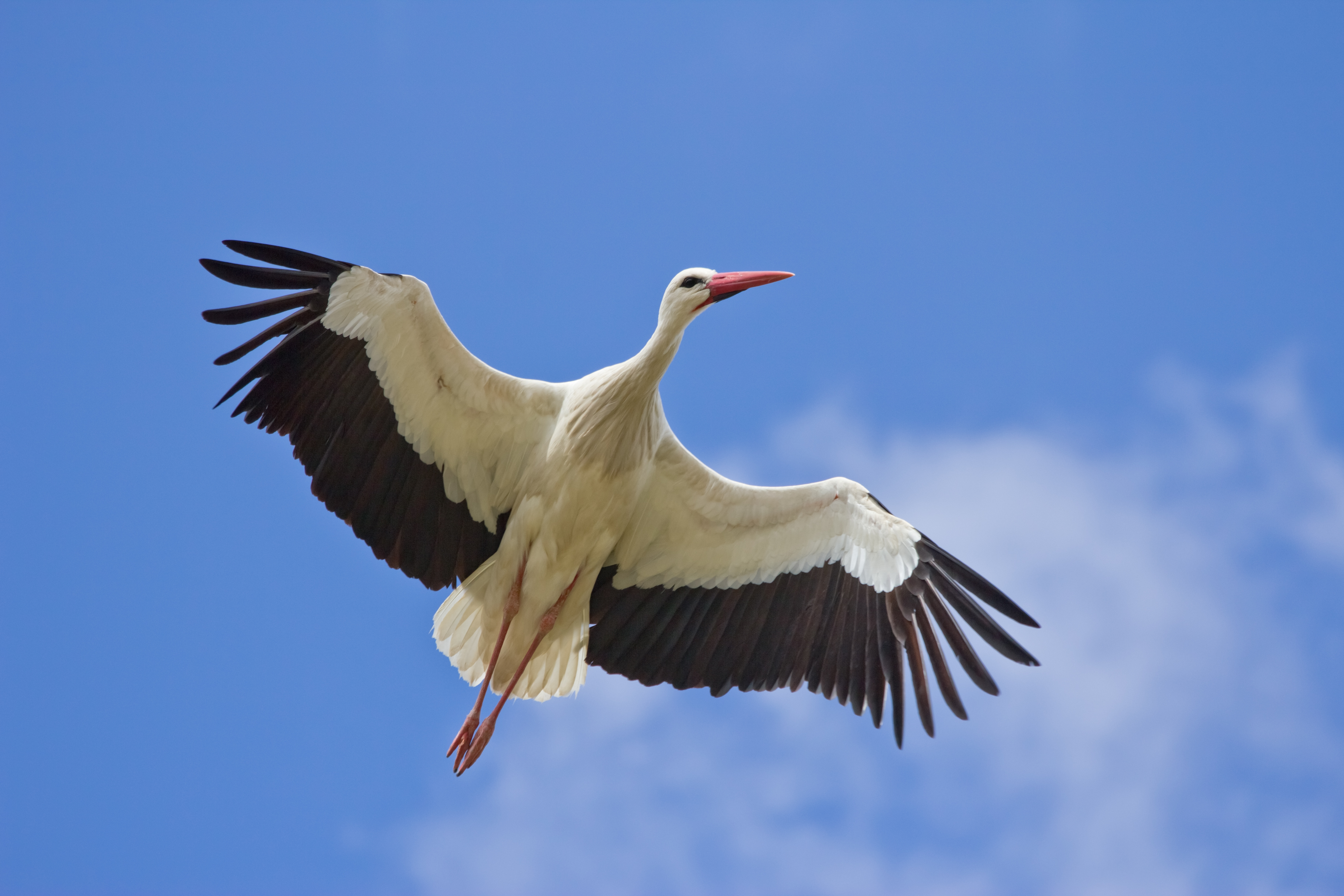
Una cigonya volant.

Les cigonyes són els ocells del gènere Ciconia. Són ocells de dimensions grosses, amb el bec, el coll i les potes llargs. Tenen un vol lent i pausat. A l'Empordà, també se les coneix com a gantes.
Són aus migratòries que tornen sempre als mateixos nius dels quals havien marxat l'any anterior. Quan arriben, el primer que fan és reconstruir-los. Els seus nius són plataformes de branques que poden arribar a mesurar fins a 2 metres de diàmetre.
Antigament, es deia que els nens venien portats al bec d'una cigonya (que usualment volava des de París fins a la casa de la mare)

## Algunes espècies de cigonyes

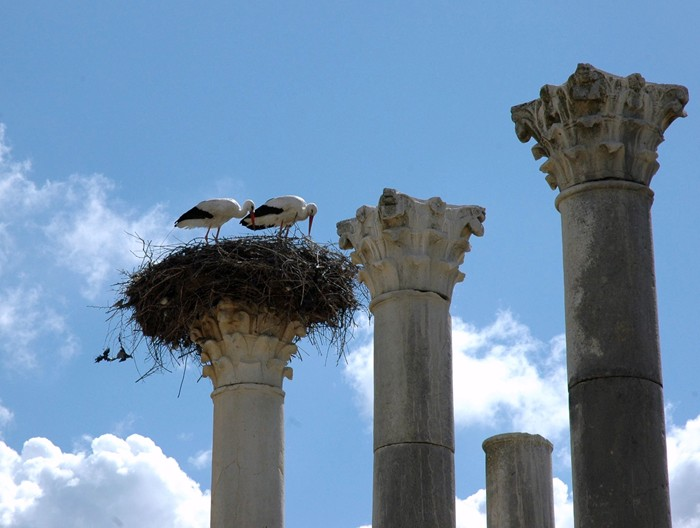
Cigonyes blanques a Volúbilis (Marroc)

- Cigonya blanca (Ciconia ciconia):
Fa aproximadament un metre i té el plomatge de color blanc amb les plomes rèmiges negres. A la península Ibèrica nia a la vall del Guadalquivir i a Castella, sobre els cims dels arbres i edificis alts, especialment, els campanars. Actualment manca a la major part de les terres catalanes, on solament està de pas, però nidifica a les planes de Lleida i a l'Empordà. L'any 1998 van ser alliberades trenta cigonyes per repoblar l'Alt Empordà.[1]
- Cigonya negra (Ciconia nigra):
Fa uns 96 cm de llargada. El plomatge és de color negre, llevat de l'abdomen, que és blanc. És feréstega i solitària. Nia als arbres i boscs despoblats. Viu en alguna zona d'Extremadura.
  - Cigonya d'Abdim (Ciconia abdimii)
  - Cigonya collblanca africana (Ciconia microscelis)
  - Cigonya collblanca asiàtica (Ciconia episcopus)
  - Cigonya de Storm (Ciconia stormi)
  - Cigonya maguari (Ciconia maguari)
  - Cigonya oriental (Ciconia boyciana)

## En la cultura popular
En les representacions catòliques de l'edat mitjana, la cigonya encarnava valors positius.